# Robert Livingston Stevens
Robert Livingston Stevens (18 de octubre de 1787 – 20 de abril de 1856) fue un inventor estadounidense, hijo del coronel John Stevens. Siendo presidente del Ferrocarril de Camden y Amboy, ideó los primeros carriles de fondo plano, precedente inmediato con el carril Vignoles de los modernos rieles de acero laminados. Como militar en activo alcanzó el grado de coronel, por el que es conocido. 

## Semblanza
Stevens nació en Hoboken (Nueva Jersey) en 1787. Fue el segundo de los trece hijos de Rachel Cox y del coronel John Stevens III. Entre sus hermanos figuran John Cox Stevens, el primer comodoro del Club de Yates de Nueva York, y Edwin Augustus Stevens, quien fundó el Instituto de Tecnología Stevens.
En 1807, padre e hijo construyeron el Phœnix, el primer barco a vapor que tuvo éxito en navegar por el océano al realizar el viaje desde la ciudad de Nueva York hasta el río Delaware en 1809. El Phœnix no podía operar en el puerto de la ciudad de Nueva York porque Robert Fulton y su socio Robert Livingston, Ministro para Francia, habían obtenido un monopolio de navegación.
En 1809 Robert Stevens utilizó la línea de ola, formas cóncavas de las líneas de agua aplicadas al casco de un barco de vapor. Realizó otras mejoras e inventos al arte de construcción de barcos, y también inventó el casquillo de percusión, cuyos derechos vendió al gobierno de Estados Unidos. En 1842, el gobierno le encargó que construyera el primer barco de guerra revestido de metal, pero falleció antes de poderlo terminar.

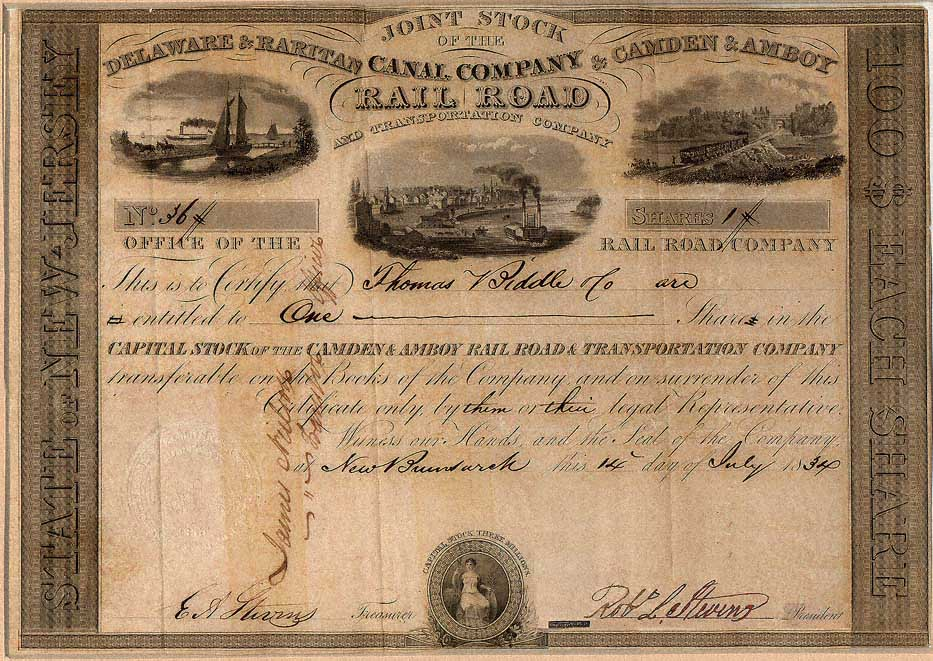
Certificado de acciones de 1834 de las "Joint Companies" firmado por Robert L. Stevens

Stevens fue presidente del Ferrocarril de Camden y Amboy (C&A) en las décadas de 1830 y 1840. Cuando el C&A recibió la locomotora a vapor John Bull procedente de Inglaterra, inicialmente se la denominó Stevens en su honor. Si bien a veces su padre es identificado erróneamente con la invención del riel en T con fondo plano, la primera vía férrea completamente de metal, empleada en la línea de Camden & Amboy, fue ideada por Robert Stevens a los 42 años de edad. Antes de 1831, los rieles de todos los ferrocarriles en Estados Unidos estaban construidos con listones de madera reforzados con planchas de metal. Stevens había viajado a Inglaterra para comprar los nuevos rieles, ya que no existía una laminadora en Estados Unidos capaz de producirlos. El perfil del carril de fondo plano es utilizado desde entonces por los ferrocarriles de todo el mundo, aunque al haber sido introducido en Inglaterra en 1836 por el ingeniero Charles B. Vignoles (1793-1875), en Europa es conocido como "carril Vignoles".
Stevens, que nunca se casó, murió en Hoboken en 1856.